# Альшевский, Ярослав Владимирович
Яросла́в Влади́мирович Альше́вский (род. 9 мая 1991, Нижнекамск, Татарская ССР) — российский хоккеист.

## Биография
Брат-близнец хоккеиста Станислава Альшевского. Воспитанник нижнекамского хоккея, играл за нижнекамский «Реактор» в молодёжной хоккейной лиге. В сезоне 2009/10 дебютировал в КХЛ за «Нефтехимик», сыграл 1 матч. Сезон 2011/12 провёл в Высшей хоккейной лиге, выступая за пензенский «Дизель». С 2012 по 2015 год — вновь в «Нефтехимике». За клуб отыграл 3 сезона, сезон 2015/16 играл во Владивостоке за местный «Адмирал». Сезон 2016/17 начал в «Нефтехимике», выступая также в ВХЛ за «Ариаду». 15 октября 2016 года вместе с братом перешёл в китайский «Куньлунь».